# Congresul al IX-lea al Partidului Comunist Român
Congresul al IX-lea al Partidului Comunist Român a fost cea de-a noua conferință națională a Partidului Comunist Român, având loc în iulie 1965 la București, Republica Populară Română.
A fost primul Congres de după moartea lui Gheorghe Gheorghiu-Dej și primul din timpul conducerii lui Nicolae Ceaușescu. De asemenea, a fost primul congres în care partidul a purtat numele de Partidul Comunist Român, acesta fiind momentul când își schimbă numele din Partidul Muncitoresc Român. 
Congresul al IX-lea a avut o semnificație notabilă, marcând începutul Republicii Socialiste România. Totodată, va avea o semnificație personală pentru Nicolae Ceaușescu, rememorându-l ca momentul fondator al regimului său.